# NGC 5358
NGC 5358 (również PGC 49389, UGC 8826 lub HCG 68E) – galaktyka spiralna (S0-a), znajdująca się w gwiazdozbiorze Psów Gończych. Odkrył ją Édouard Jean-Marie Stephan 23 czerwca 1880 roku. Należy do zwartej grupy galaktyk Hickson 68 (HCG 68).